# Ida Noddack

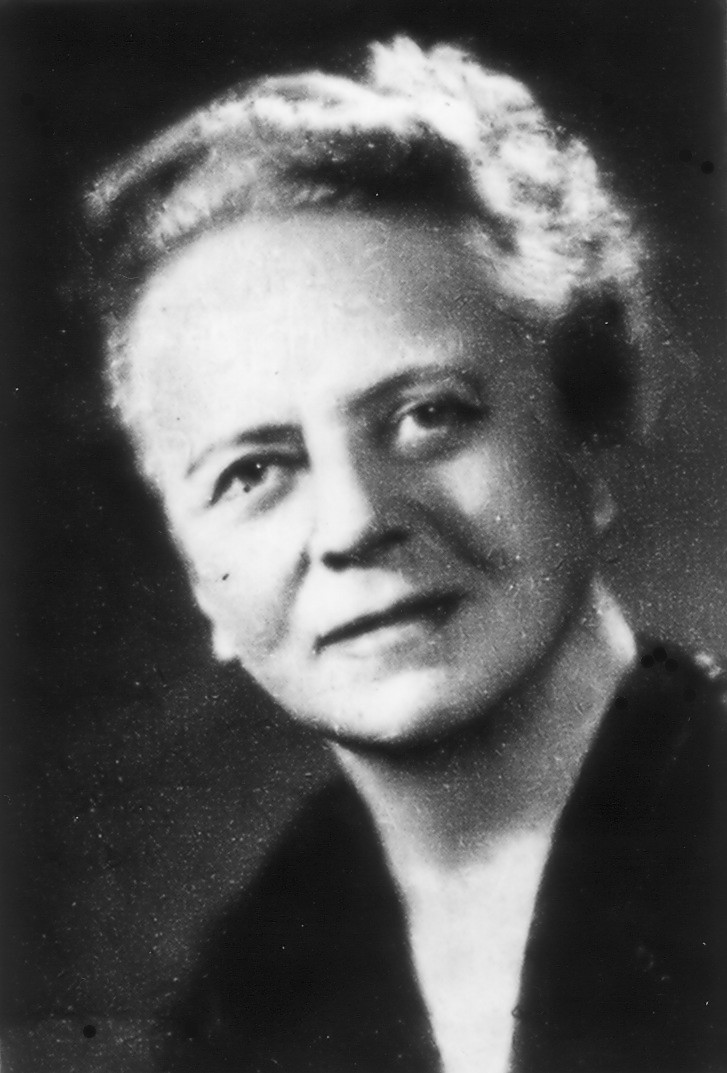
Ida Noddack

Ida Noddack (Lackhausen, 25 februari 1896 – Bad Neuenahr, 24 september 1978), geboren Ida Eva Tacke was een Duits scheikundige en natuurkundige. In 1934 was ze de eerste die het concept van kernsplitsing opperde, naar aanleiding van experimenten van Enrico Fermi. Samen met haar man Walter Noddack en Otto Berg ontdekte ze in 1925 het element renium.

## Biografie
Haar bachelordiploma en doctoraat ontving Ida Tacke beide van de Technische Universiteit Berlijn in respectievelijk 1919 en 1921. Tacke promoveerde op een chemisch onderwerp op het gebied van vetzuren, Über Anhydride höherer aliphatischer Fettsäuren. 
In 1925 werd ze aangesteld als onderzoeker bij de Physikalisch-Technische Reichsanstalt. In het jaar 1926 trouwde ze Werner Noddack. Nadat Hitler aan de macht was gekomen, werden vrouwen ontmoedigd om te werken, en uiteindelijk moest Noddack haar baan opzeggen.
In 1941 kregen zowel Noddack als haar echtgenoot een betrekking als hoogleraar aan de universiteit van Straatsburg in het door de nazi's bezette Frankrijk (de universiteit zelf werd omgedoopt tot Reichsuniversität Strassburg). Dit was de eerste betaalde baan van Ida Noddack, maar waarschijnlijk tegelijk de reden dat ze in de vergetelheid verdween. Het echtpaar bleef bij deze universiteit tot 1944, toen Straatsburg weer door de Fransen bevrijd werd. Daarna zat ze enige tijd zonder werk en heeft ze tijd doorgebracht in Turkije.
In 1956 ging ze werken voor Staatliche Forschungs Institut für Geochemie in Bamberg.
Na haar pensionering woonde ze in een bejaardenhuis in Bad Neuenahr bij Bonn. Ze stierf kinderloos in 1978.

## Elementen 43 en 75
Samen met Walter Noddack, met wie ze in 1926 zou trouwen, probeerde ze de elementen 43 en 75 te ontdekken, om het periodiek systeem van Mendelejev te complementeren. In 1925 publiceerden ze een artikel, samen met de natuurkundige Otto Berg, over de ontdekking van de twee elementen, die ze renium (atoomnummer 75) en masurium (atoomnummer 43) noemden, naar de rivier de Rijn en de streek Mazurië. Ze hadden deze elementen weten op te sporen in platina en mangaanerts. Met hulp van specialist Otto Berg gebruikten ze de door instabiele isotopen van beiden elementen uitgestraalde röntgenstralen bij hun vondsten. De ontdekking van renium werd door anderen bevestigd, maar over hun ontdekking van masurium heeft jarenlang veel debat bestaan. Later bleek dat de meeste isotopen van element 43 zo instabiel zijn dat het in de natuur niet kan worden teruggevonden.
In tegenstelling tot veel anderen die naar de twee ontbrekende elementen zochten, waren Tacke en Noddack er van uitgegaan dat de eigenschappen van de gezochte elementen zouden overeenkomen met elementen die in het periodiek systeem horizontaal (in plaats van verticaal) grensden aan de twee elementen.

## Kernsplitsing
In 1934 publiceerde Fermi een artikel naar aanleiding van neutronbombardementen van uranium, met trage neutronen. In dit artikel poneerde hij de hypothese dat transurane elementen waren ontstaan, elementen die zwaarder zijn dan uranium, namelijk elementen 93 en 94. Noddack durfde Fermi tegen te spreken en publiceerde hierop een artikel waarin ze de hypothese van kernsplitsing opperde, waaruit dus elementen zouden ontstaan die lichter zijn dan uranium. Dit artikel werd in de wetenschappelijke wereld nauwelijks serieus genomen. Redenen die hiervoor genoemd worden, zijn haar betwiste claims voor de ontdekking van masurium, het feit dat ze chemicus was en geen fysicus, het feit dat ze zelf geen experimenten met uranium uitvoerde en de moeilijkheden die vrouwen in die tijd hadden om gehoord te worden. Uiteindelijk waren het Lise Meitner en Otto Frisch die in 1938 een kernsplitsing theoretisch onderbouwden.
Ondanks deze fout, kreeg Fermi toch de Nobelprijs voor het "ontdekken" van elementen 93 en 94.

## Prijzen
In 1931 ontving Noddack de Liebig Medaille van de Vereniging van Duitse chemici.
In 1934 ontving ze de Scheele Medaille van de Zweedse Chemische vereniging. In 1966 ontving ze de Orde van Verdienste van de Bondsrepubliek Duitsland.
Daarnaast werd ze in 1934 erelid van de Spaanse Fysische en Chemische Vereniging, in 1963 van de International Society of Nutrition Research. Ze ontving in 1966 een eredoctoraat van de Universiteit Hamburg.
Straten zijn naar haar vernoemd in Lackhausen (Wezel), Emden en Ingolstadt: Ida-Noddack-Straße.